# Musikåret 1897

## Händelser
- 13 januari – Vid en minneskonsert för Emmanuel Chabrier uppförs första akten av hans ofullbordade Briséis i Paris.
- 27 mars – Premiären för Sergej Rachmaninovs första symfoni slutar i katastrof, många ställde sig frågan om dirigenten Aleksandr Glazunov var berusad eller ogillade stycket så mycket att han inte gjorde ett bra utförande. Det tog många år innan Rachmaninov gjorde ett nytt större verk.

## Födda
- 5 januari – Theo Mackeben, tysk tonsättare.
- 11 januari – Ivar Hallbäck, svensk operasångare (andre tenor) och skådespelare.
- 22 januari – Rosa Ponselle, amerikansk operasångare (sopran)
- 1 februari – Gösta Stevens, svensk journalist, manusförfattare, regissör, sångtextförfattare och översättare.
- 27 februari – Marian Anderson, amerikansk operasångare (alt).
- 17 april – Harald Sæverud, norsk tonsättare.
- 24 april – György Kósa, ungersk tonsättare.
- 27 april – Gösta Bodin, svensk skådespelare och sångare.
- 27 maj – Eric Gustafsson, svensk skådespelare och sångare.
- 29 maj – Erich Wolfgang Korngold, österrikisk tonsättare.
- 3 juni – Memphis Minnie, amerikansk bluesmusiker, sångare och gitarrist.
- 31 juli – Eric Bengtson, svensk kapellmästare, musikarrangör, kompositör och dirigent.
- 6 december – John Fernström, svensk tonsättare.
- 19 december – Dajos Béla, ryskfödd tysk violinist och orkesterledare.
- 22 december – Max Hansen, dansk skådespelare, sångare, kompositör och manusförfattare.

## Avlidna
- 3 april – Johannes Brahms, 64, tysk tonsättare.
- 17 oktober – Johan Isidor Dannström, 84, svensk sångare, tonsättare och pedagog.

## Årets sånger
- George J. Gaskin - On the Banks of the Wabash, Far Away [1]

## Årets sångböcker och psalmböcker
- Alice Tegnér: Sjung med oss, Mamma! 4

### Fotnoter
1. ↑  ”Låtar du trodde var svenska”. Arkiverad från originalet den 26 oktober 2013. https://web.archive.org/web/20131026075436/http://gotiskaklubben.wordpress.com/2013/09/22/latar-du-trodde-var-svenska/. Läst 22 mars 2011.